# Paulus Arajuuri
Paulus Verneri Arajuuri (ur. 15 czerwca 1988 w Helsinkach) – fiński piłkarz występujący na pozycji obrońcy.

## Kariera klubowa
Arajuuri zawodową karierę rozpoczynał w 2006 roku w klubie FC Honka. W Veikkausliidze zadebiutował 6 lipca 2006 roku w przegranym 0:3 meczu z HJK Helsinki. Było to jednak jedyne ligowe spotkanie rozegrane przez niego w barwach Honki. W 2007 roku odszedł do drugoligowego zespołu Klubi-04, będącego rezerwami HJK Helsinki. Spędził tam jeden sezon, w ciągu którego zagrał w 25 ligowych meczach.
W styczniu 2008 roku Arajuuri został graczem IFK Mariehamn z Veikkausliigi. Pierwsze ligowe spotkanie zaliczył tam 28 kwietnia 2008 roku przeciwko HJK Helsinki (0:2). 8 maja 2008 roku w wygranym 4:2 pojedynku z FC KooTeePee strzelił pierwszego gola w trakcie gry w Veikkausliidze. W IFK Mariehamn grał przez 2 sezony. W sumie zanotował tam 45 ligowych meczów i zdobył w nich 3 bramki.
We wrześniu 2009 roku podpisał kontrakt ze szwedzkim Kalmar FF, który obowiązywał od 1 stycznia 2010. W Allsvenskan zadebiutował 13 marca 2010 roku w przegranym 0:3 spotkaniu z IFK Göteborg. W sierpniu 2013 roku podpisał trzyletnią promesę kontraktową wiążącą go od 1 stycznia 2014 roku z Lechem Poznań. W klubie z Wielkopolski zdobył w 2015 roku tytuł mistrza Polski oraz Superpuchar Polski, rozgrywając łącznie 70 oficjalnych spotkań. W lipcu 2016 roku potwierdzono, iż od stycznia 2017 będzie piłkarzem duńskiego Brøndby IF.

## Kariera reprezentacyjna
W reprezentacji Finlandii Paulus Arajuuri zadebiutował 18 stycznia 2010 roku w przegranym 0–2 towarzyskim meczu przeciwko reprezentacji Korei Południowej, w którym wszedł na boisko w 84. minucie.

## Sukcesy

### Lech Poznań
- Mistrzostwo Polski (1): 2014/2015
- Superpuchar Polski (2): 2015, 2016

### Brøndby IF
- Puchar Danii (1): 2017/2018